# Tippen (Saltsjöbanan)
Tippen är en station på Saltsjöbanans grenbana mellan Igelboda och Solsidan, i Saltsjöbaden. Avståndet från station Slussen är 13,7 kilometer. Stationen ligger vid Saltsjöbaden centrum, en centrumanläggning som stod klart 1969 och ritades av arkitekt Karl-Axel Bladh. Köpcentrumet, som byggdes på platsen för en gammal soptipp, hade ursprungligen namnet Tippens centrum. Detta namn, som fanns kvar till år 2006, tillkom efter en läsaromröstning i Nacka Värmdö Posten. 
Stationen består av en träplattform som ligger högt i landskapet och är i original från 1970-talet.

## Galleri

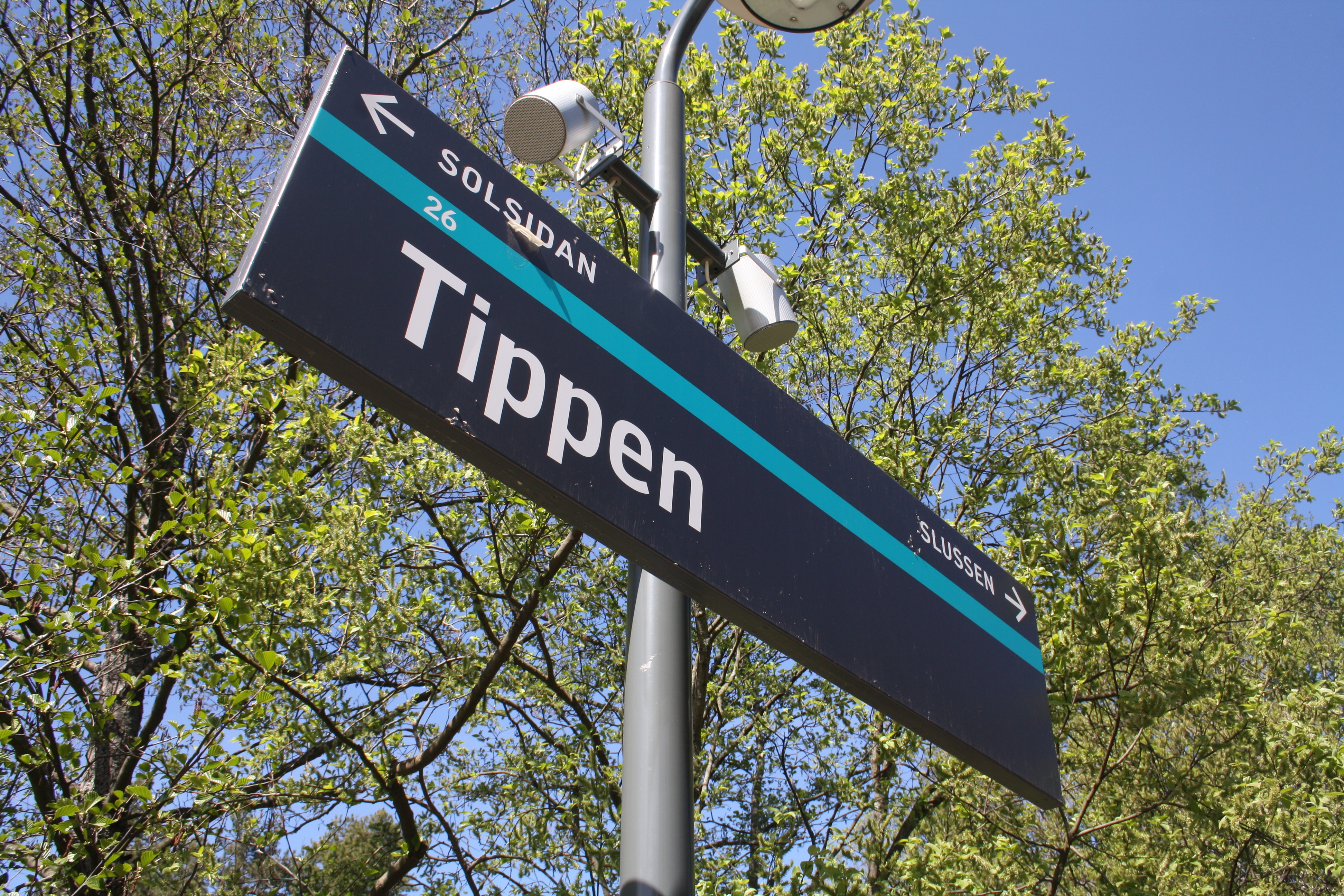
Stationsskylt
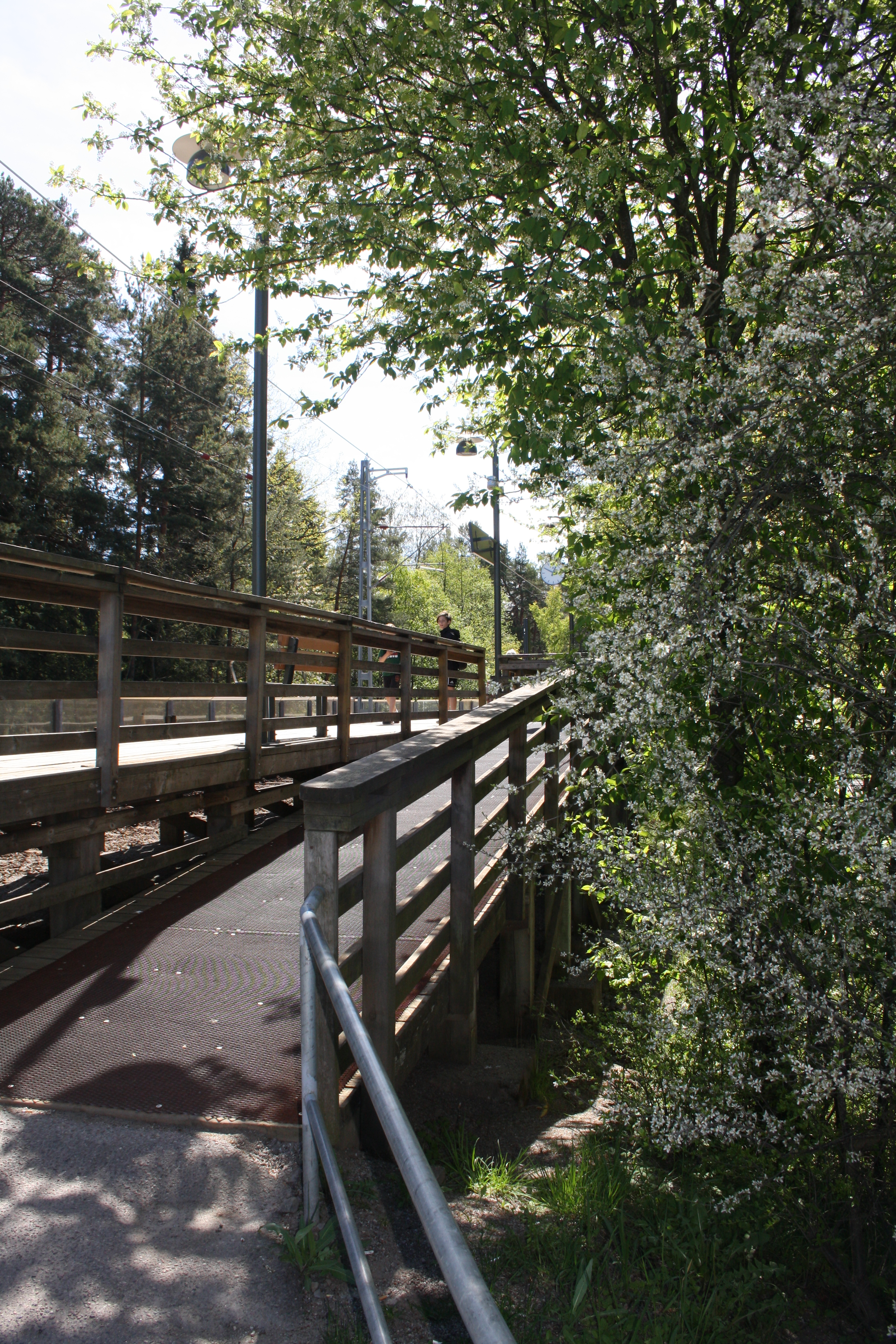
Stationen
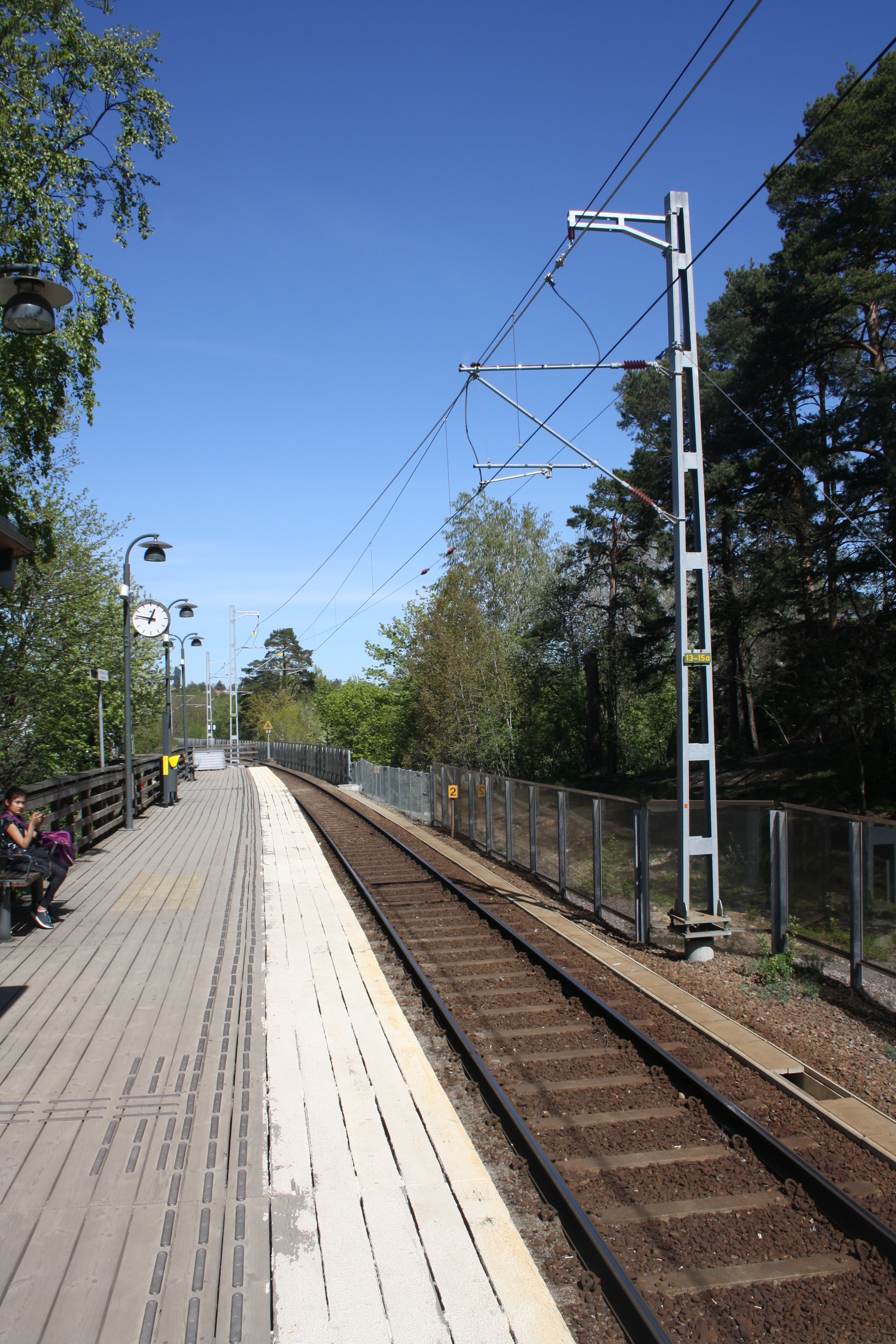
Perrongen